# Campo de críquet de Nunholm
El Campo de críquet de Nunholm (en inglés: Nunholm Cricket Ground) es un campo de críquet en Dumfries, Escocia al norte del Reino Unido. El primer partido registrado celebrado en ese espacio se produjo en 1979, cuando el equipo de Espcoa B jugó contra un equipo combinado de la Liga Central de Lancashire. El campo tuvo su primero y hasta la fecha único partido de primera clase cuando Escocia jugó contra Irlanda en 1988, que Escocia ganó por 43 carreras.
El espacio es usado por el Dumfries Cricket Club. 